# 天津地下鉄
天津地下鉄（てんしんちかてつ、天津地铁）は、中華人民共和国の天津市内を結ぶ地下鉄である。 天津市地下鉄道集団有限公司によって運営されている。

## 歴史
北京地下鉄に続いて中国で二番目に開通した地下鉄である。1970年6月5日に1号線の工事が始まったが、唐山地震や資金不足などの影響を受けて工事の中止と再開を繰り返し、1984年12月28日に開業した。当初計画は26kmであったが、技術上の問題で区間は7.4kmと短く、天津西駅と新華路駅を結ぶのみであった。
しかし設備の老朽化と道路交通の渋滞の深刻化を背景に、2001年10月9日に営業を休止し、既存区間の改修工事とともに延伸工事が開始され、2006年6月12日に延伸区間を含めて開業した。この工事を皮切りに続々と路線が開通し、2025年現在では天津市内に11路線が開業している。

## 路線

天津市地下鉄図

| 色              | 路線番号 | 路線名 | 供用開始       | 区間                          | キロ程   | 駅数 |
| --------------- | -------- | ------ | -------------- | ----------------------------- | -------- | ---- |
|                 | 1        | 1号線  | 1984年12月28日 | 劉園駅 - 双橋河駅             | 42.227km | 29   |
|                 | 2        | 2号線  | 2012年7月1日   | 曹荘駅 - 浜海国際機場駅       | 27.157km | 20   |
|                 | 3        | 3号線  | 2012年10月1日  | 南站駅 - 小淀駅               | 33.7km   | 26   |
|                 | 4        | 4号線  | 2021年12月28日 | 東南角駅 - 新興村駅           | 19.4km   | 14   |
| 小街駅 - 西站駅 | 4        | 4号線  | 2021年12月28日 | 20km                          | 16       |      |
|                 | 5        | 5号線  | 2018年10月22日 | 北辰科技園北駅 - 京華東道駅   | 34.838km | 28   |
|                 | 6        | 6号線  | 2016年8月6日   | 南孫荘駅 - 淥水道駅           | 43.6km   | 39   |
|                 | 8        | 8号線  | 2021年12月28日 | 淥水道駅 - 鹹水沽西駅         | 13.42km  | 9    |
|                 | 9        | 9号線  | 2003年9月30日  | 東海路駅 - 天津站駅           | 52.759km | 21   |
|                 | 10       | 10号線 | 2022年11月18日 | 于台駅 - 嶼東城駅             | 21.18km  | 21   |
|                 | 11       | 11号線 | 2023年12月28日 | 水上公園西路駅 - 東麗六経路駅 | 22.6km   | 21   |
|                 |          | 津静線 | 2024年9月28日  | 京華東道駅 - 団泊医学園駅     | 13.4km   | 4    |

## 運賃
天津城市通
天津版の交通カード。通常タイプは一部の駅の窓口で購入可能。浜海国際機場駅や天津站駅などでは取り扱われていない。専用の販売機も設置されているが、ほとんどがAlipayなどのキャッシュレスのみ。市中の販売店にてハローキティなどオリジナル版も多数出回っているが、日曜日が休みの場合も多いため、事前に調べておく必要あり。

## 車両
- DKZ9型
改修後営業開始後の車両。長春軌道客車製

1987年から、東急車輛製造製（組み立ては中国で実施）のTJH-1000型（北京地下鉄M-1000型電車と同一設計）が運行されていたが、2001年の路線改修による運休時に運行を退いている。